# Emiel Planckaert
Emiel Planckaert (Kortrijk, 22 d'octubre de 1996) és un ciclista belga, actualment a l'equip amateur del Lotto-Soudal U23.
Els seus germans Baptiste i Edward també s'han dedicat al ciclisme.

## Palmarès
- 2016
  - 1r al Gran Premi dels Marbrers